# 야부역
야부역(일본어: 養父駅, やぶえき)은 일본 효고현 야부시에 있는 서일본 여객철도의 철도역이다.

## 역 구조
섬식 1면 2선 구조의 지상역으로, 교행 시설이 갖추어져 있다. 승강장은 선로 동쪽에 있으며, 승강장과는 구름다리로 이어져 있다. 도요오카역이 관리하는 간이 위탁역이다.

### 승강장
| 1 | ■ 산인 본선 | 와다야마 · 교토 · 오사카 방면 |
| 2 | ■ 산인 본선 | 도요오카 · 기노사키온센 방면  |

## 역사
- 1908년 7월 1일 - 일본국유철도 와다야마 역 ~ 요카 역 구간의 개통과 동시에 개업.
- 1912년 3월 1일 - 반탄 선의 지선 및 산인히가시 선의 일부였던 후쿠치야마역 ~ 와다야마역 ~ 가스미역 구간이 아마루베 철교의 개통으로 산인 본선에 통합되었다.
- 1987년 4월 1일 - 민영화에 따라 서일본 여객철도의 소속이 되었다.

## 인접역
| 서일본 여객철도 산인 본선 | 서일본 여객철도 산인 본선 | 서일본 여객철도 산인 본선       |
| ------------------------- | ------------------------- | ------------------------------- |
| 와다야마 교토 방면        | ■ 산인 본선               | 요카 기노사키온센·하마사카 방면 |